# Pseudoliparis amblystomopsis
Espèce
Synonymes
- Careproctus amblystomopsis Andriashev, 1955

Pseudoliparis amblystomopsis est une espèce de poissons scorpaeniformes de la famille des Liparidae (limaces de mer). 

## Distribution
Cette espèce se rencontre dans les fosses des Kouriles et du Japon dans le Pacifique Ouest.

## Habitat
Ce poisson s'observe dans la zone hadale entre 6 156 et 7 587 m de profondeur. Une équipe provenant d'instituts japonais et britanniques a découvert en octobre 2008 un banc de Pseudoliparis amblystomopsis à près de 7 700 m de profondeur dans la fosse du Japon. Il s'agissait, à l'époque, des poissons vivants les plus profonds jamais filmés. Le record a été dépassé par un Liparidae inconnu, filmé à une profondeur de 8 145 m en décembre 2014, et une nouvelle fois en mai 2017, quand un autre type de poisson non identifié de la même famille a été filmé à une profondeur de 8 178 m dans la fosse des Mariannes.

## Description
Pseudoliparis amblystomopsis mesure jusqu'à 23,8 cm.